# Ндонга (язык)
Ндо́нга, или нду́нга (ндонга: oshindonga) — язык группы банту, распространённый на севере Намибии и юге Анголы среди народа овамбо (уамбо). Язык ндонга является по сути стандартизованным диалектом языка овамбо (ошивамбо), достаточно близким языку кваньяма (Ethnologue говорит о «частичной взаимопонятности»). По классификации Гасри принадлежит к зоне R и кодируется как R22 (коды от R20 до R29 соответствуют ошивамбо в целом).
Ошивамбо — наиболее распространённый домашний язык в Намибии (согласно переписи 2001 года, на нём говорит дома 49 % населения страны), а ндонга, согласно Ethnologue, самый большой диалект этого языка по числу говорящих.
Ндонга обладает типичным для языков банту агглютинативным строем, развитой системой именных классов. Как и во многих других языках банту западной зоны, префиксы именных классов ндонга имеют аугмент в виде дополнительного гласного: в ндонга это почти всегда o (в V классе — e), как и в других близкородственных языках, включая гереро.